# Секей, Лилла
Лилла Секей (венг. Székely Lilla; род. 11 января 1986 года) - венгерская пловчиха в ластах.

## Карьера
Специализируется в плавании в ластах, а на дистанции 100 м в ластах является обладателем действующего рекорда Европы. Тренируется в клубе «Bácsvíz-KVSC uszonyosúszó szakosztály».
На чемпионате мира 2002 года завоевала бронзу в малой эстафете. Больше наград чемпионата мира не имеет. Но показала хорошие результаты на чемпионатах Европы. На пяти чемпионатах Европы завоевала четыре золота и восемь бронзовых наград.
На Всемирных играх 2013 года в Кали стала чемпионкой на дистанции 100 метров.
Чемпионом Венгрии становилась 64 раза. Трижды - в 2010, 2012 и 2013 годах признавалась лучшей подводной пловчихой Венгрии.
Имеет специальность - редактор.